# Stephan Bergold
Stephan Bergold (* 28. November 1789 in Burgerroth; † 25. August 1846 in Oellingen) war ein bayerischer Landwirt und Politiker.
Bergold wurde als Sohn des Landwirts Johannes Bergold (1764–1844) geboren, ein Onkel war der Haßfurter Pfarrer Georg Martin Bergold (1759–1834).
Neben seiner landwirtschaftlichen Tätigkeit war Bergold auch politisch tätig. Er gehörte der bayerischen Kammer der Abgeordneten von 1840 bis 1846 an. Beurteilung 1839: Er galt nach einer Beurteilung von 1839 mit einem Vermögen im Wert von etwa 50 000 fl. als wohlhabendster Bauer in seiner Gegend. „Politische Grundsätze habe er wie alle Landleute keine und werde demjenigen Führer irgendeiner Partei sich hingeben, der sein Vertrauen zu gewinnen verstehe“.
Sein Nachfolger war Johann Schwinn.